# Блэкмор, Ричард Додридж
Ричард Додридж Блэкмор (англ. Richard Doddridge Blackmore; 1825—1900) — английский поэт и писатель-романист.

## Биография
Ричард Додридж Блэкмор родился 7 июня 1825 года в английском графстве Оксфордшир в семье местного пастора. Мать Блэкмора умерла через несколько месяцев после его рождения во время вспыхнувшей в деревне, где жила его семья, эпидемии тифа. Успешно окончив Exeter College в Оксфорде он работал сперва репетитором, а затем занялся юридической практикой.

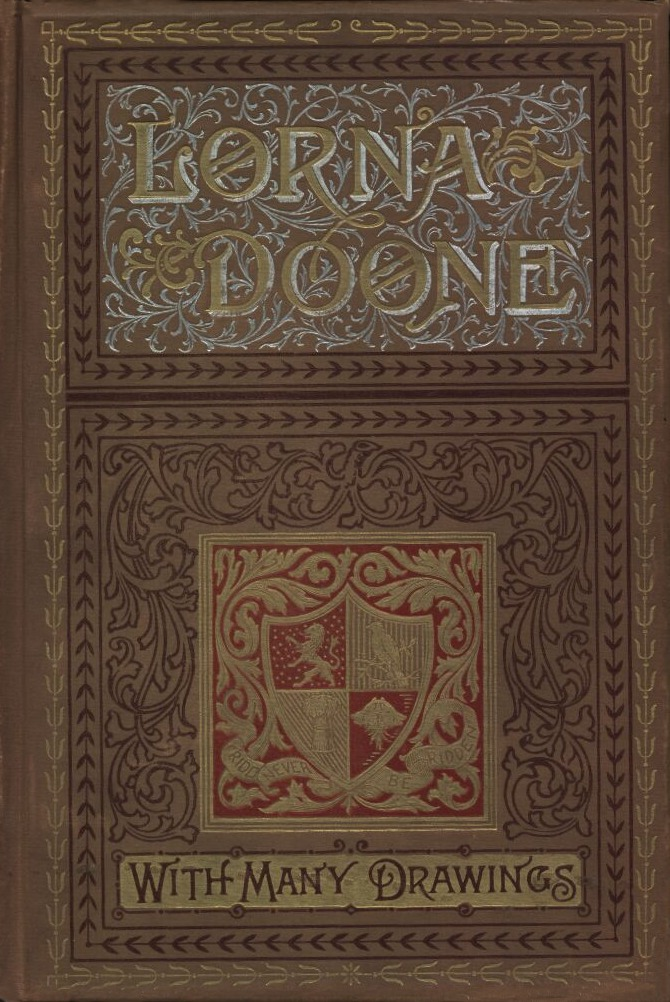
Lorna Doone

Дебютным литературным произведением Блэкмора стала поэма «The fate of Franklin», изданная в городе Лондоне в 1860 году, за которой последовал (в 1862 году) метрический перевод двух первых книг «Георгик» Вергилия под заглавием «The farm and fruit of old» (полный перевод был им издан в 1871 году).
Эпические и лирические произведения Р. Д. Блэкмора не обратили на себя особого внимания, и Блэкмор перешел к роману, на поприще которого ему удалось добиться широкой известности. Впрочем, и первые его романы, «Clara Vaughan» (1864) и «Cradock Nowell» (1866), прошли сравнительно незамеченными, но следующими своими произведениями «Лорна Дун» (Lorna Doone, 1869) и «The maid of sker» он привлёк всеобщее внимание. Вслед за этими романами последовали «Alice Lorraine» (1875); «Cripps the Carrier» (1876); «Erema» (1877); «Mary Anerley» (1880); «Christowell» (1881) и другие.
Ричард Додридж Блэкмор умер 20 января 1900 года в Теддингтоне.
Его роман «Лорна Дун» вошёл в 200 лучших книг по версии BBC и, начиная с 1912 года несколько раз экранизировался.

## Издания на русском языке
- Блэкмор Ричард Додридж. Лорна Дун. Эксмурский роман / Пер. с англ. Е. Д. Фельдмана. — Омск: Омское книжное изд-во, 1993. — 384 с. — ISBN 5-85540-317-3.